# Zhemgang körzet
Zhemgang  egyike Bhután 20 körzetének. A fővárosa Zhemgang .

## Földrajz
Az ország déli részén található.

## Gewog-ok
- Bardho Gewog
- Bjoka Gewog
- Goshing Gewog
- Nangkor Gewog
- Ngangla Gewog
- Pangkhar Gewog
- Shingkhar Gewog
- Trong Gewog